# Sporofyl

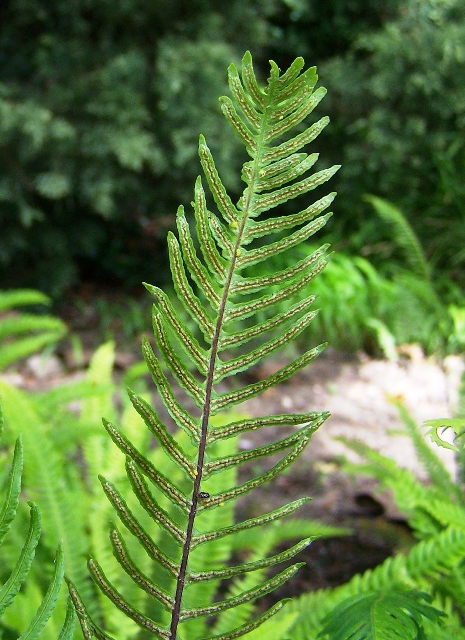
Sporofyl van dubbelloof (Blechnum spicant) met lijnvormige sporenhoopjes op de onderzijde van het blad

Een sporofyl (sporenblad; meervoud: sporofyllen; technische term: sporophyllum) is een voortplantingsorgaan bij planten, bestaande uit een apart, volledig blad of een bladachtig orgaan dat sporendoosjes (sporangia) of sporenhoopjes draagt. In de sporendoosjes worden de sporen gevormd. Een onvruchtbaar blad, dat geen sporendoosjes draagt, wordt trofofyl genoemd.

## Verscheidenheid
Sporofyllen zijn zeer variabel in bouw en voorkomen, en kunnen lijken op de onvruchtbare bladen (trofofyllen) of integendeel volledig verschillend van structuur zijn, bijvoorbeeld bij dubbelloof, dat daaraan zijn naam ontleent.
Bij een trofosporofyl bestaat het blad uit een gescheiden vruchtbaar en onvruchtbaar gedeelte. Men spreekt van een sporofoor voor het vruchtbare gedeelte en een trofofoor voor het onvruchtbare deel, of simpelweg van fertiel resp. steriel segment. Voorbeelden zijn de koningsvaren en de maanvaren. Daarnaast kom je ook de term sporangiofoor tegen. Dit is het steeltje van het sporangium en is dus een deelvertakking van de sporofoor.
Bij heterospore planten, die zowel microsporen als macrosporen ontwikkelen, kunnen (mannelijke) microsporofyllen en (vrouwelijke) macrosporofyllen worden onderscheiden. Deze kunnen samen op dezelfde plant, of apart voorkomen.
De paardenstaarten hebben sporangioforen in de vorm van een zeshoekig tafeltje, waaronder circa 6 sporangia hangen. De sporangioforen staan in een groot aantal bij elkaar in een strobilus of sporenaar.
Sporofyllen en sporoforen komen voor bij een aantal sporendragende plantenklasses, zoals de Lycopsida (waartoe onder andere de wolfsklauwfamilie (Lycopodiaceae) behoort) en de Pteropsida (varens en paardenstaarten), maar ook bij de zaadplanten (Spermatopsida).

## Lycopsida
Bij de wolfsklauwen (Lycopsida of Lycopodiopsida) (met de wolfsklauwfamilie en biesvarenfamilie) zitten de sporendoosjes op sporofyllen, die bij Lycopsida ook stegofyllen worden genoemd. De sporofyllen zitten verspreid tussen de onvruchtbare blaadjes, zoals bij het geslacht Huperzia, of meer algemeen verzameld in een aarvormige sporenaar of strobilus op de top van de stengel, zoals bij Selaginella en Lycopodium.
De biesvarenfamilie (Isoetaceae) kent heterospore planten. Bij het geslacht biesvaren (Isoëtes) zitten de macrosporofyllen aan de buitenzijde, de microsporofyllen aan de binnenzijde van de stengel.
Soms worden de sporangiëndragende structuren bij de Lycopsida niet "sporofyl" genoemd maar "stegofyl", omdat deze afgeleid worden van microfyllen en niet van macrofyllen, zoals bij de overige varens.

## Monilophyta
Tot de Monilophyta of Polypodiopsida worden de varens inclusief de paardenstaarten gerekend.

### Addertongfamilie

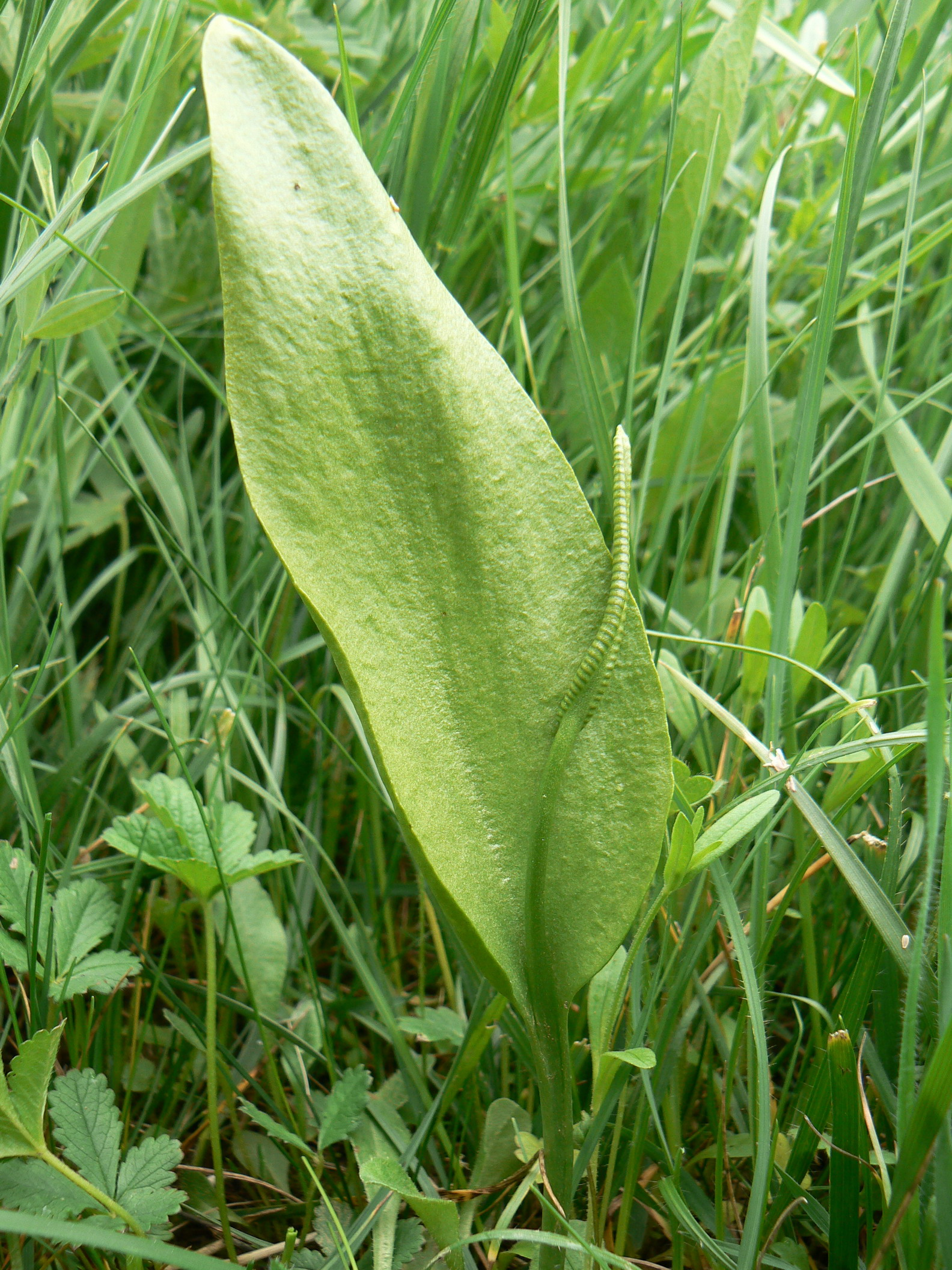
Gewone addertong (Ophioglossum vulgatum) met een aarvormige sporofoor en een bladvormige trofofoor op een gemeenschappelijke bladsteel

De varens van de Addertongfamilie (Ophioglossaceae), waarvan de gelobde maanvaren en de gewone addertong inheems zijn, bezitten vaak een aarvormige sporofoor en een bladvormige trofofoor op één gemeenschappelijke bladsteel, die verder volkomen verschillend van vorm zijn. Dergelijke aarvormige sporofoor wordt eveneens sporenaar of strobilus genoemd.

### Paardenstaarten

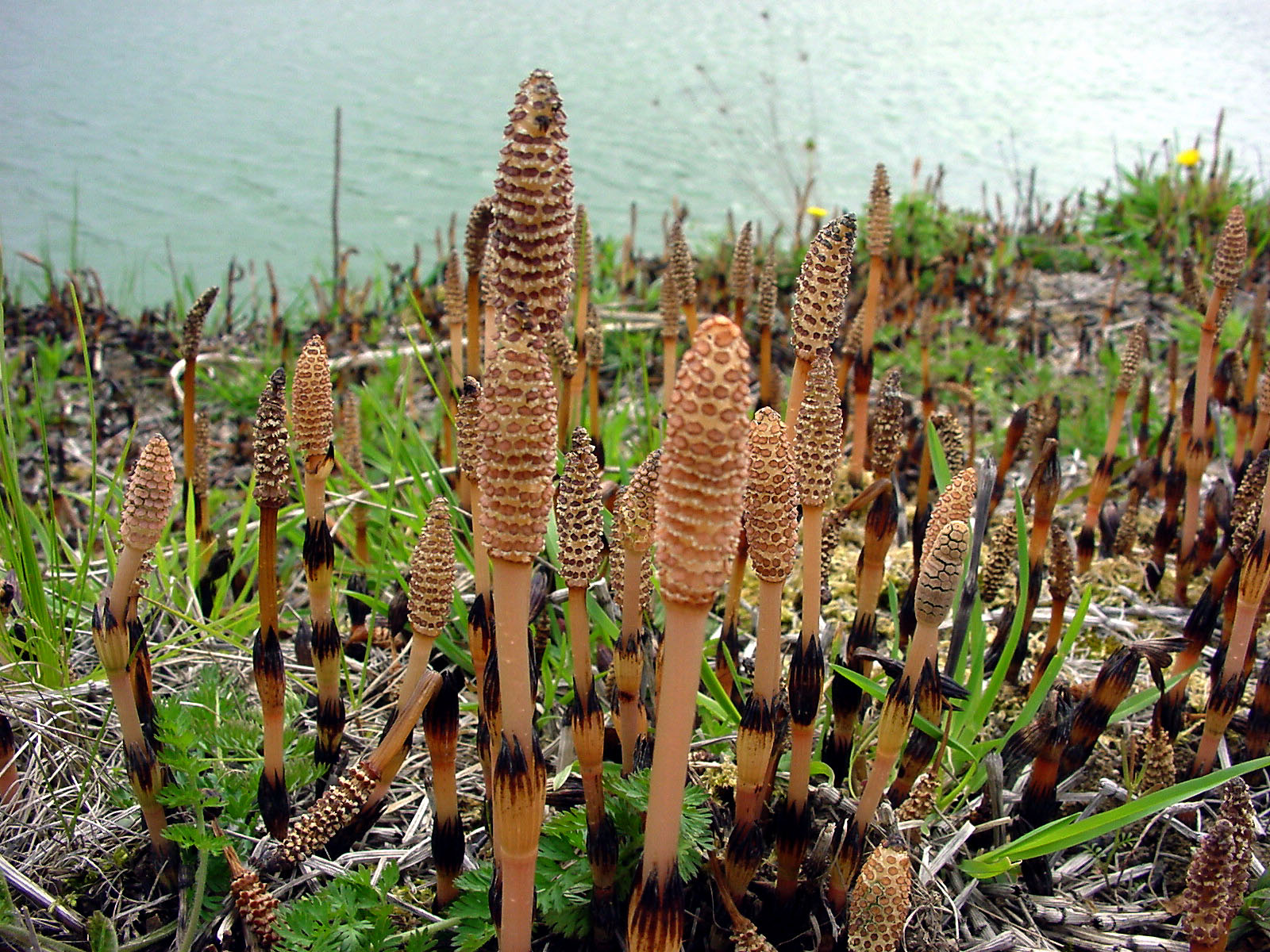
Heermoes (Equisetum arvense) met sporenaar aan de top van een vruchtbare stengel

Bij de paardenstaartenfamilie (Equisetaceae), met het inheemse geslacht paardenstaart (Equisetum), zijn de sporangia in groepjes van zes geplaatst aan de onderkant van een sporangiofoor (in de vorm van een tafeltje met een poot). De sporangioforen zijn weer gegroepeerd in een sporenaar die zich, naargelang van de soort, aan de top van een gewone onvruchtbare stengel bevindt, ofwel op een aparte, bladgroenloze stengel. Omdat deze structuur niet gevormd is uit een blad maar uit de stengel zelf, mogen we hier echter niet van een sporofyl of sporofoor spreken.
Bij de andere varenfamilies zijn alle bladen vruchtbaar, of zijn er geen duidelijke verschillen tussen de vruchtbare en onvruchtbare bladen.

### Echte varens

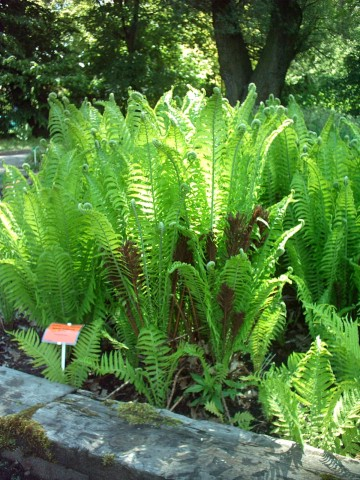
Struisvaren (Matteuccia struthiopteris) met rondom groene, brede trofofyllen en middenin de smallere, bruine sporofyllen die later op het jaar verschijnen

Bij de 'echte' varens (Polypodiopsida) zijn er verschillende organisaties. Zo zijn bij de dubbellooffamilie (Blechnaceae), de bolletjesvarenfamilie (Onocleaceae) en een aantal geslachten van de lintvarenfamilie (Pteridaceae) vruchtbare en onvruchtbare bladen gescheiden, en zijn de sporofyllen meestal kleiner, smaller en meer gedeeld dan de trofofyllen, met smallere deelblaadjes. Soms verschijnen ze ook op een ander moment in de levenscyclus van de plant, zodat op elk moment ofwel trofofyl, of sporofyl of beide aanwezig zijn.

#### Koningsvarenfamilie(Osmundaceae)

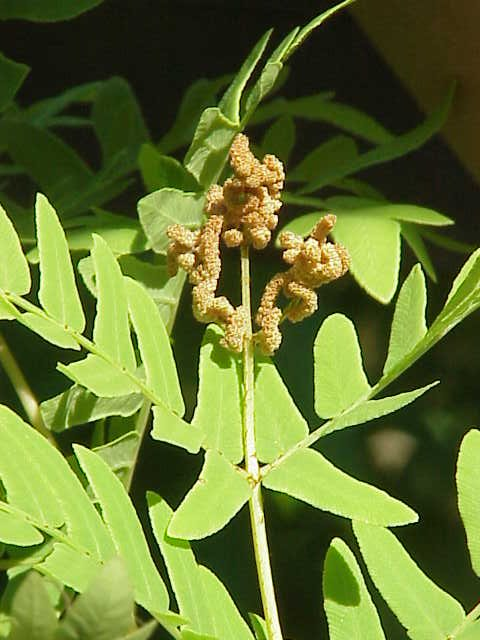
Koningsvaren (Osmunda regalis) met een pluimvormige, bruine sporofoor aan de top van een vruchtbaar blad

De leden van de koningsvarenfamilie (Osmundaceae), waaronder de inheemse koningsvaren (Osmunda regalis), hebben bijna gelijkvormige onvruchtbare en vruchtbare bladen, maar deze vruchtbare bladdelen zijn vernauwd en missen bladgroen. De overgang kan abrupt of geleidelijk zijn en alleen de top of het middendeel van het blad betreffen, of het gehele blad.

#### Pilvarenfamilie(Marsileaceae)

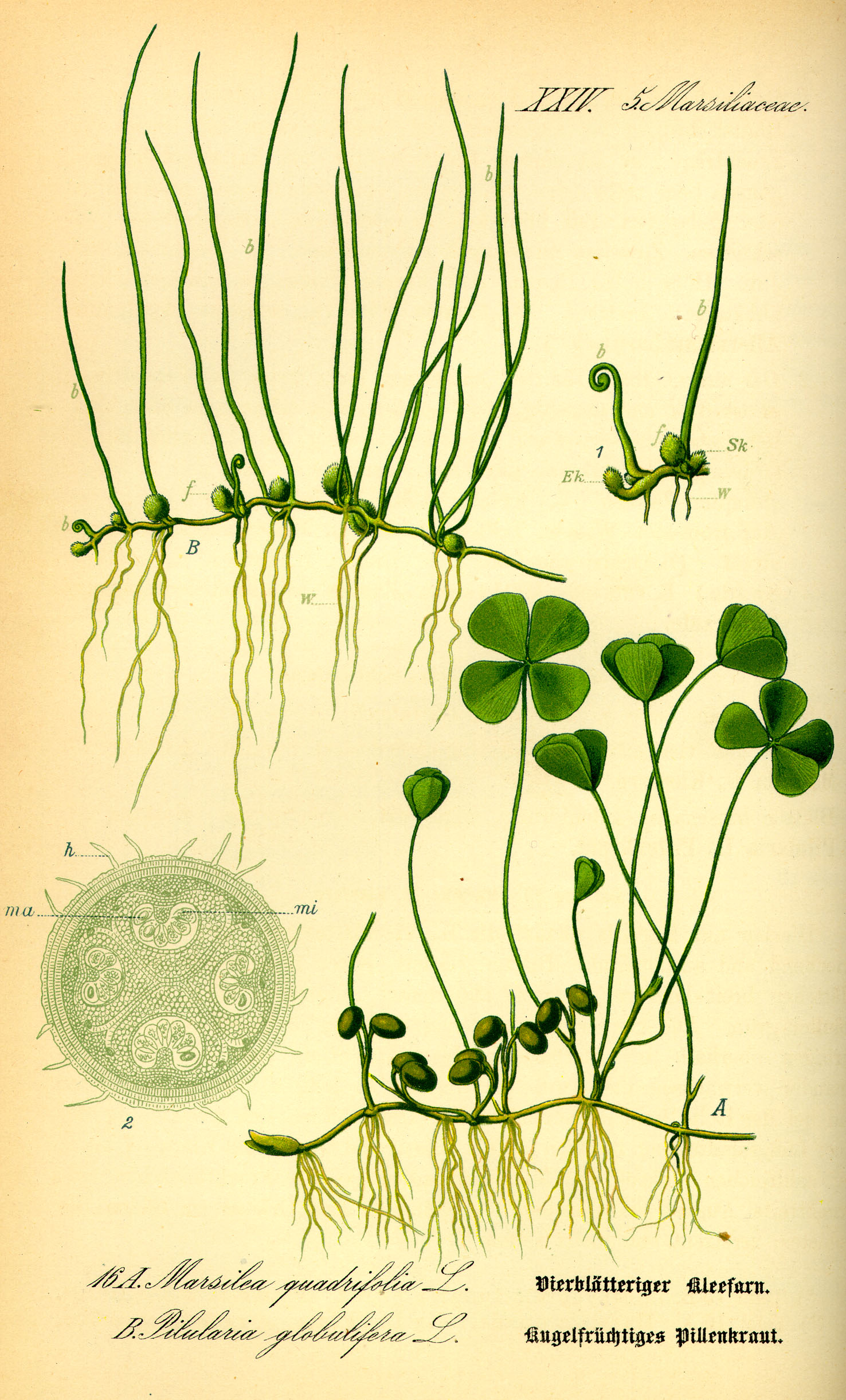
Pilvaren (Pilularia globulifera) en klaverbladvaren (Marsilea quadrifolia) met boonvormige scorocarpen aan de basis van de bladsteel van een onvruchtbaar blad

Bij de aquatische en semi-aquatische pilvarenfamilie (Marsileaceae), met onder meer de gewone pilvaren (Pilularia globulifera) en de klaverbladvaren (Marsilea quadrifolia), zitten de sporendoosjes verzameld in een boonvormige structuur, de sporocarp, op een aparte, dikwijls vertakte bladsteel die ontspringt aan de basis van de bladsteel van het onvruchtbare blad. De sporocarp is van oorsprong een gemodificeerd blad. De sporen worden hierdoor beschermd bij droogte, en worden vrijgelaten zodra de sporocarp onder water verdwijnt. Deze voor varens unieke structuren lijken een evolutieve adaptatie van de Marsileaceae aan een amfibische levenswijze.

## Zaadplanten

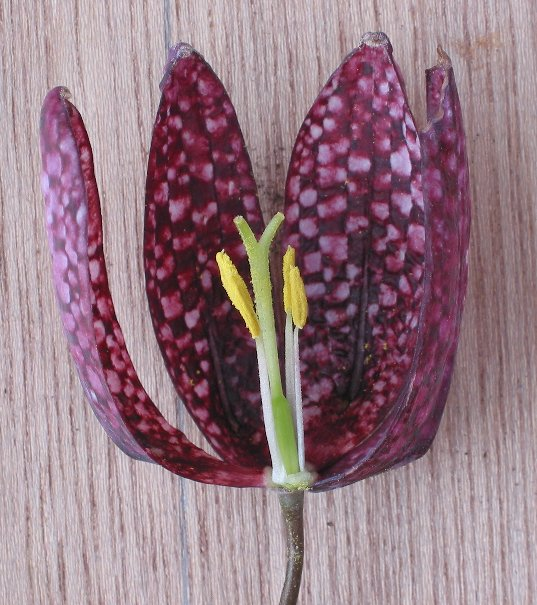
Bloem van Kievitsbloem (Fritillaria meleagris) met meeldraden (microsporofyllen) en stamper, ontstaan door de fusie van drie vruchtbladen (macrosporofyllen)

Bij de zaadplanten (Spermatopsida) worden de meeldraden en de vruchtbladen van de stamper meestal als geëvolueerde bladeren beschouwd. In deze theorie zijn de meeldraden dus microsporofyllen, en de vruchtbladen macrosporofyllen. Anderzijds zijn zij ook weleens beschouwd als sporangioforen, sporendragers die niet uit volledige bladeren zijn geëvolueerd.